# Kamijo
Kamijo (1975. július 19. –) japán énekes, zeneszerző és zenei producer. Leginkább a Versailles és a Lareine énekeseként ismert. Két független lemezkiadó, az Applause Records (2000) és a Sherow Artist Society igazgatója is. Zenéje sok műfajt érint, a Lareine főleg pop-rockot, a Versailles pedig szimfonikus rockot és power metalt játszik. Diszkográfiája  tizenöt albumból és számos kislemezből áll. 2013-ban szólókarrierbe kezdett.

## Fiatalkora
Kamijo zeneszerető családban nevelkedett, édesanyja és nagyanyja zongorista, míg nagyapja hegedűművész. A '90-es évek közepén kezdett megismerkedni a rockkal, amikor a Malice Mizer visual kei együttesnek dolgozott mint roadie. Együtt dolgozott Majuval, akivel később megalakította a Lareine-t.

## Pályafutása

### 1994–2007: Lareine
1994 augusztusában, Maju és Kamijo (akkor még Shoki becenevét használta) akkor találkoztak először, amikor mindketten a Malice Mizer együttes roadie-jaiként dolgoztak. Ugyanabban az évben, novemberben, úgy döntöttek, hogy együtt zenekart alkotnak, amelynek neve Lariene ru cheri, de leginkább Lariene-nek emlegették. Ezután Szakuren gitárosként és Kjóka, mint dobos csatlakoztak. Legutoljára a basszusgitáros Emiru lépett be, ezzel elsőként megalkotva a teljes formációt.
1996 márciusában tartották az első koncertet, amikor megváltoztatták nevüket Lareine-re. Ugyanebben az évben az első dalukat, Szakai no hana címmel, korlátozott számban, 100 darabos verzióban jelentették meg. Az ezt követő években sok albumot és kislemezt készítettek. Kamijo megalakította a New Sodomy zenekart és kiadtak két albumot és nyolc kislemezt.
2007 februárjában a Lareine végleg feloszlott a 2006 október 31-ei utolsó fellépés után. 
Az utolsó kiadványuk a 10 legismertebb számuk zongora változatát tartalmazza.

### 2007–2012: Versailles

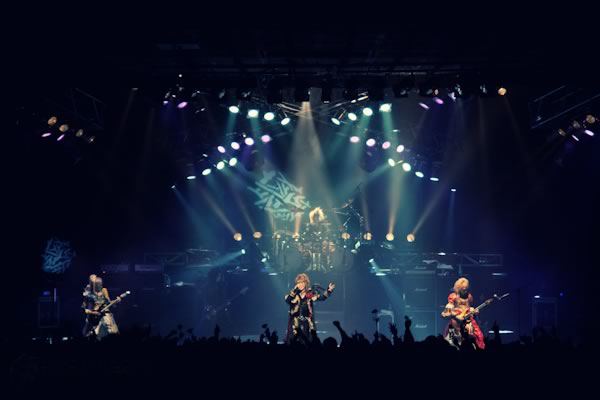
Versailles 2010, Santiago, Chile

2007 márciusában Kamijo, Hizaki (ex-Sulfuric Acid),  és Jasmine You  (ex-Jakura) megalkották a Versailles-t. Később Teru és Juki is csatlakozott, a Rock May Kan ajánlásával. Hizaki, Jasmine You és Teru eközben részt vettek a Hizaki Grace Projectben is.
2007. március 30-án a részletek nyilvánosságra kerültek. Kiadták a promóciós anyagot az interneten keresztül, létrehoztak egy angol nyelvű oldalt a MySpace-en, és több interjút is adtak a külföldi sajtónak. Júniusban megjelent első kislemezük és DVD-jük a The Revenant Choir.
Az együttes a German CLJ Records alatt adta ki a Lyrical Sympathy minialbumát október 31-én, Japánban és Európában is. A The Love From A Dead Orchestra című daluk felkerült a november kilencedikei Sony BMG németországi Tokyo Rock City válogatásalbumra. 2008 szeptember 28-án Kamidzsó az Alice and the Pirates márkának készített ruhákat a negyedik Individual Fashion Expo eseményre.
Augusztus 3-án Jasmine You egy időre visszavonult az egészségi állapota miatt. Ezalatt  Maszasi helyettesítette őt a turnén. 2009. augusztus 9-én a korai órákban a hivatalos honlapon, majd nem sokkal később az együttes MySpace blogján is megjelent a hír, miszerint You eltávozott az élők sorából. Két nappal ezután bejelentették, hogy elnapolják az új album megjelenését és következő koncertjüket is lemondták. Végül augusztus 16-án úgy döntöttek, hogy az együttes nem bomlik fel, de még megfontolják jövőjüket. Később Maszasi állandó tagjává vált a Versailles-nak. 2011 januárjában elkezdték leadni a saját mini tévé drámájukat az Onegai Kanaete Versailles-t. 2012. december 20-án az utolsó koncertjük után feloszlottak. Az együttes négy albumot, egy mini albumot, nyolc kislemezt, két koncert albumot, tíz videóklipet, egy válogatásalbumot és számos DVD-t adott ki.

### 2013: Szólókarrier
2013 januárjában Kamijo szólókarrierbe kezdett, az első kislemezével (Louis: Enkecu no La Vie en Rose), ami augusztus 28-án jelent meg. Zinnel új együttest alapított Jupiter néven és Kamijo kislemezével azonos napon jelentették meg az albumukat.  Kamijo videóklipjében feltűnik a Malice Mizer és a Moi dix Mois vezetője, Mana.

## Diszkográfia
Szóló előadóként
- Louis ~Enkecu no La Vie en Rose~ (2013. augusztus 28.

Lareine
- Blue Romance: Jaszasii hanatacsi no kjószó (1997. szeptember 7.)
- Fierte no umi to uomo ni kidzsu: The Last of Romance (2000. február 16.)
- Scream (2000. november 1.)
- Vampire Scream (2000. november 1.)
- Reine de Fleur I (2003. március 26.)
- Reine de Fleur II (2003. március 26.)
- Crystal Letos (2004. március 31.)
- Never Cage (2004. szeptember 5.)
- Ballad (2007)

New Sodmy
- Confess to a Crime (2002)
- Confess to a Love (2002)

Versailles
- Noble (2008)
- Jubilee (2010)
- Holy Grail (2011)
- Versailles (2012)

## Fordítás
- Ez a szócikk részben vagy egészben  a   Kamijo (musician) című angol Wikipédia-szócikk ezen változatának fordításán alapul.  Az eredeti cikk szerkesztőit annak laptörténete sorolja fel. Ez a jelzés csupán a megfogalmazás eredetét és a szerzői jogokat jelzi, nem szolgál a cikkben szereplő információk forrásmegjelöléseként.